# Federación Colombiana de Béisbol
La Federación Colombiana de Béisbol (FCB) o Fedebéisbol, fue fundada en 1938 y es miembro de la IBAF desde ese mismo momento. Cuenta con 1,368 novenas (equipos) y 8,672 jugadores. Es la máxima autoridad de béisbol en el país, la encargada de controlar los torneos nacionales, de conformar el equipo que representa a Colombia en los torneos internacionales, de organizar a las ligas departamentales y de realizar los reglamentos de los torneos.
La Fedebéisbol ha participado en la Copa Mundial de Béisbol, ediciones de
1944, 1945, 1947, 1948, 1950, 1951, 1952, 1953, 1965, 1969, 1970, 1971, 1973, 1974, 1976, 1980, 1986, 1994. También en las ediciones 1975 y 1977 de la Copa Intercontinental.

## Historia
El béisbol (del inglés baseball), también pelota base, es un deporte de conjunto jugado entre dos equipos de nueve jugadores cada uno.
Es considerado uno de los deportes más populares en Australia, Canadá, Colombia, Corea del Sur, Cuba, Estados Unidos, Países Bajos, Italia, Japón, México, Nicaragua, Panamá, Puerto Rico, República Dominicana, Sudáfrica, Taiwán y Venezuela. Los países considerados potencias de este deporte se encuentran concentrados en América (Norte, Central, Caribe) y en Asia, siendo los continentes: europeo y africano los más rezagados. Sin embargo Europa cuenta con dos buenos exponentes (Países Bajos e Italia); y en África solo cabe destacar a la selección de Sudáfrica, que cuenta con algunos buenos talentos.
Se juega en un extenso campo cubierto completamente por césped natural o artificial, con excepción de la zona llamada línea del corredor, donde los jugadores de la ofensiva corren para alcanzar las bases (ubicadas en los vértices del área cuadrangular llamada diamante) y anotar, así como el área del lanzador (donde el terreno es una loma de tierra).
El objetivo del juego es golpear una pelota con un bate (batear), desplazándola a través del campo y correr por el campo interno de tierra (infield) buscando alcanzar la mayor cantidad de bases posibles hasta dar la vuelta a la base desde donde se bateó (home) y lograr anotar el tanto conocido como carrera, mientras los jugadores defensivos buscan la pelota bateada para eliminar al jugador que bateó la pelota o a otros corredores, antes que éstos lleguen primero a alguna de las bases o consigan anotar la carrera.
El equipo que anote más carreras al cabo de los nueve (9) episodios, llamados innings (o entradas) que dura el encuentro, es el que resulta ganador. Si al término de los nueve innings regulares persiste un marcador igualado en carreras, el encuentro se extiende cuanto sea necesario para que haya un ganador, según las reglas básicas del juego no existe el empate, permitido solo en ligas amateurs e infantiles para limitar el desgaste de los jugadores.

## Comité Ejecutivo
Miembros del Comité Ejecutivo de la FCB:
| Cargo                  | Nombre              |
| ---------------------- | ------------------- |
| Presidente             | Jaime Char Navas    |
| Primer vicepresidente  | Felipe Merlano      |
| Segundo vicepresidente | Gustavo Villegas    |
| Tesorero               | Carlos Roque García |
| Secretario             | Simón Beléño        |

## Afiliados
A continuación las ligas departamentales afiliadas:
| Departamento             | Entrenador              | Sede                                                               |
| ------------------------ | ----------------------- | ------------------------------------------------------------------ |
| Antioquia                | William Buelvas         | Cra. 74 n.º 49B-16, Diamante de Béisbol Luis A. Villegas, Medellín |
| Atlántico                | Mauricio Char           | Cra. 54 n.º 46-120, Barranquilla                                   |
| Boyacá                   | Erick Gutiérrez         | Cra. 9 n.º 21-27, Chiquinquirá                                     |
| Bogotá                   | Rossy Sierra            | Diamante de Béisbol “Hermes Barros”, Bogotá                        |
| Bolívar                  | Enrique Mangones        | Pie del Cerro Cl. 30 n.º 18A-73, Cartagena                         |
| Córdoba                  | Salyn Ghisays           | Estadio 18 de Junio, Montería                                      |
| La Guajira               | Luis Dautt              | INDEPORTES GUAJIRA, Riohacha                                       |
| Magdalena                | Jorge Rumei             | Cra. 2 n.º 14-17 Edif. Tairomaka Apto 501, Santa Marta             |
| Meta                     | Arsenio Garcés          | INDEPORTES META, Villavicencio                                     |
| Santander                | Javier Figueroa         | Villa Olímpica Estadio 26 de Abril, Barrancabermeja                |
| San Andrés y Providencia | Ormel Forbes Martínez   | San Andrés Islas                                                   |
| Sucre                    | Victor Revollo          | INDEPORTES SUCRE, Sincelejo                                        |
| Tolima                   | Ernesto González        | INDEPOPRTES TOLIMA, Ibagué                                         |
| Valle del Cauca          | Jezer Possu             | Diamante de Béisbol, Cali                                          |
| Diprobéisbol             | Edinson Rentería Herazo |                                                                    |

## Campeones Nacionales
| Año  | Departamento                               |
| ---- | ------------------------------------------ |
| 1948 | Bolívar                                    |
| 1950 | Bolívar                                    |
| 1953 | Bolívar                                    |
| 1954 | Bolívar                                    |
| 1955 | Bolívar                                    |
| 1957 | Bolívar                                    |
| 1958 | Magalena                                   |
| 1959 | Bolívar                                    |
| 1960 | Bolívar                                    |
| 1963 | Bolívar                                    |
| 1964 | Atlántico                                  |
| 1966 | Atlántico                                  |
| 1966 | Atlántico                                  |
| 1967 | Antioquia                                  |
| 1968 | Bolívar                                    |
| 1969 | Bolívar                                    |
| 1970 | Antioquia                                  |
| 1972 | Bolívar                                    |
| 1973 | Bolívar                                    |
| 1974 | Bolívar                                    |
| 1975 | Bolívar                                    |
| 1977 | Bolívar                                    |
| 1978 | Bolívar                                    |
| 1979 | Bolívar                                    |
| 1980 | Bolívar                                    |
| 1981 | Bolívar                                    |
| 1983 | Bolívar                                    |
| 1984 | Bolívar                                    |
| 1985 | Bolívar                                    |
| 1986 | Bolívar                                    |
| 1987 | Sucre                                      |
| 1988 | Córdoba                                    |
| 1989 | Bolívar                                    |
| 1990 | Atlántico                                  |
| 1991 | Bolívar                                    |
| 1992 | Bolívar                                    |
| 1994 | Bolívar                                    |
| 1995 | Bolívar                                    |
| 1996 | Atlántico                                  |
| 1998 | Bolívar                                    |
| 1999 | Cartagena                                  |
| 2000 | Córdoba                                    |
| 2001 | Bolívar                                    |
| 2002 | Bolívar                                    |
| 2003 | Bolívar                                    |
| 2004 | Atlántico                                  |
| 2005 | Atlántico                                  |
| 2006 | Atlántico                                  |
| 2007 |                                            |
| 2008 | Atlántico (Pre-infantil, sub-15 y mayores) |
| 2008 | Bolívar (infantil)                         |